# Diocèse d'Opole
Le diocèse d'Opole (en latin : Dioecesis Opoliensis) est un diocèse catholique de Pologne de la province ecclésiastique de Katowice dont le siège est situé à Opole. Le diocèse comprend l'ensemble de la voïvodie d'Opole, à l'exception des districts occidentaux de Brzeg et Namysłów. En 2023, son territoire est divisé en 36 doyennés et 399 paroisses, servis par 11 diacres et 782 prêtres. L'évêque actuel est Andrzej Czaja (pl), depuis 2009. 

## Historique
Le 15 mars 1945, création de l'administration apostolique de Haute-Silésie, regroupant des territoires détachés de l'archidiocèse d'Olomouc, en République tchèque, et de l'archidiocèse de Wrocław.
Le diocèse d'Opole a été créé le 28 juin 1972 par démembrement de l'archidiocèse de Wrocław. Le 23 mars 1992, le diocèse a perdu une partie de son territoire pour créer le diocèse de Gliwice et celui de Kalisz.

## Églises principales du diocèse
L'église Sainte-Croix (de) (en polonais : katedralny Świętego Krzyża) d'Opole est la cathédrale du diocèse. 
Basiliques mineures :
- Basilique Sainte-Anne (en polonais : bazylika św. Anny) de Góra Świętej Anny[1], du monastère franciscain de la province de Sainte-Edwige (Święta Jadwiga). L'autel principal abrite une statue miraculeuse de sainte Anne trinitaire datant du XVe siècle.
- Basilique Saint-Jacques-et-Sainte-Agnès (en polonais : bazylika św. Jakuba i św. Agnieszki) de Nysa

Localisation du diocèse.
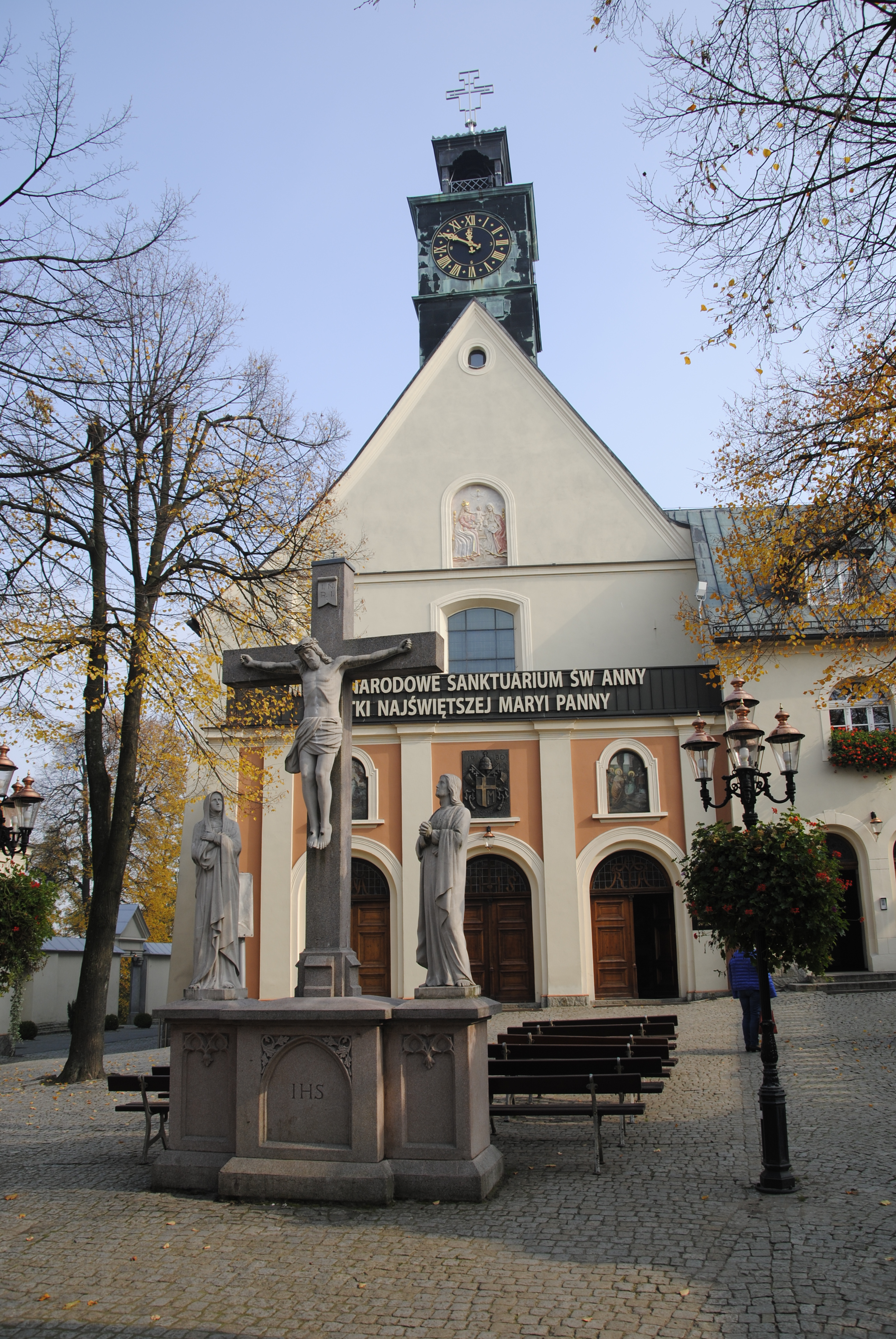
Basilique Sainte-Anne de Góra Świętej Anny.

## Évêques
- Évêques de Gliwice (rite romain)
  - Franciszek Jop, de 1972 au 24 septembre 1976,
  - Alfons Nossol, du 25 juin 1977 au 14 août 2009,
  - Andrzej Czaja (pl), depuis le 14 août 2009

- Évêques auxiliaires de Gliwice (rite romain)
  - Antoni Adamiuk, du 6 juin 1970 jusqu'à sa retraite, le 2 septembre 1989
  - Jan Walenty Wieczorek, du 12 juin 1981, jusqu'au 25 mars 1992, puis évêque de Gliwice,
  - Jan Bagiński, du 8 juillet 1985 jusqu'à sa retraite, le 14 août 2009,
  - Gerard Alfons Kusz, du 8 juillet 1985 au 25 mars 1992, évêque auxiliaire de Gliwice,
  - Jan Kopiec, du 4 décembre 1992 au 29 décembre 2011, puis évêque de Gliwice,
  - Paweł Stobrawa, depuis le 16 avril 2003,
  - Rudolf Pierskała, depuis le 7 décembre 2013,
  - Andrzej Iwanecki, depuis le 7 janvier 2018.